# Dura lex, sed lex

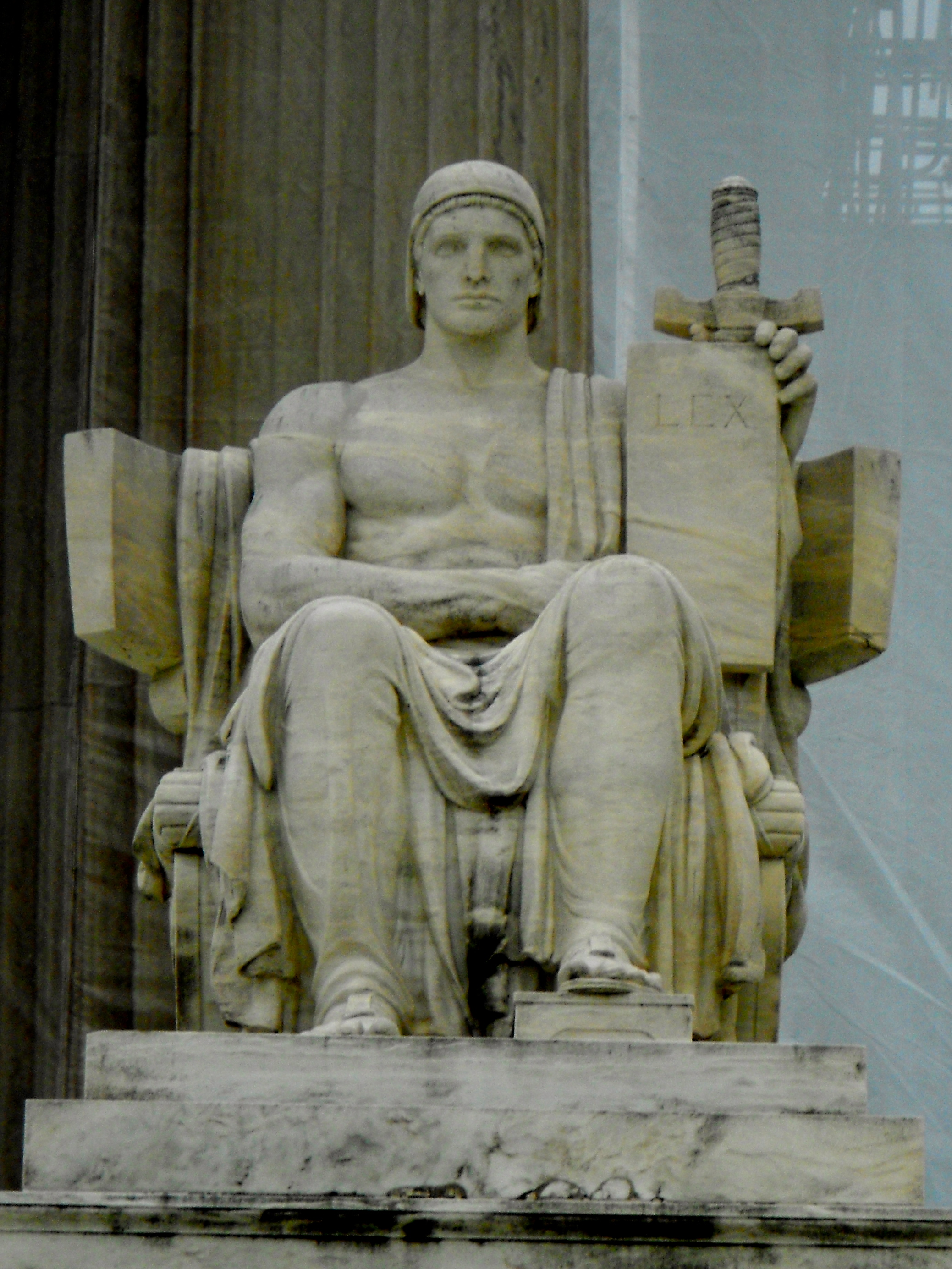
Alegoría de la Autoridad de la Ley en la fachada de la Corte Suprema de los Estados Unidos.

Dura lex, sed lex es un principio general del derecho, proveniente del derecho romano, que puede traducirse como «la ley es dura, pero es ley». Hace alusión a que la aplicación de las leyes es obligatoria y que debe producirse contra todas las personas. Es un principio fundamental de los Estados de derecho. Una traducción más literal sería ley dura, pero ley.
Viene la expresión, en definitiva, a producir un mensaje obligatorio a respetar la ley, en todos los casos, incluso perjudique. El respeto a la ley beneficia el futuro y beneficia a la comunidad.

## Historia
En su origen histórico nace este brocardo a resultas del hecho de introducir la ley escrita en la antigua Roma. Se trataba de establecer el significado efectivo del paso del derecho oral al derecho escrito, frente al cual no cabían alternativas judiciales. Con el derecho escrito ya no era posible aplicar el derecho al arbitrio del ejecutante, sino que la existencia de la ley escrita disipaba toda posibilidad arbitraria, mediante una ley ineludible e igual para todos.
Sin embargo, después de ser redactada la "Ley de las XII Tablas" en Roma, los patricios continuaron abusando de su poder a través de las prerrogativas que les daba la misma ley. Al fin y al cabo las Doce Tablas fueron redactadas y promulgadas por la clase dominante, el patriciado. Así, las Acciones de la Ley estaban al arbitrio caprichoso de los pontífices y de los primeros magistrados romanos, quienes decían si era procedente o no la acción emprendida ante ellos. Era necesario, por ejemplo, recitar unas palabras solemnes ante el Magistrado, cuyo texto era conocido por muy pocos, como si se tratase de un lenguaje esotérico.  Solo vino a remediarse en buena parte este problema cuando Cneo Flavio, escribiente del magistrado Apio Claudio "Caeco", hizo una publicación que desmitificó el Derecho: los textos de las palabras con las que se iniciaban las acciones y la lista de los días fastos pues, también, solamente en días fastos o propicios, se podían invocar las acciones. Con Cneo Flavio empieza, entonces, la afición popular por el conocimiento del Derecho.

## Cultura
Se pueden encontrar ejemplos en diversas obras literarias, como Los miserables de Víctor Hugo, el Gran inquisidor de Dostoievski o incluso en Michael Kohlhaas de Heinrich von Kleist.